# Kan Mi-youn
Kan Mi-youn (간미연?; Seul, 2 febbraio 1982) è una cantante sudcoreana.
Dal 1997 al 2006 è stata membro del gruppo musicale Baby VOX. Dopo aver lasciato il gruppo si è dedicata all'attività solista.

## Discografia

### Album in studio
- 2006 – Refreshing
- 2008 – Refreshing

### EP
- 2011 – Watch
- 2011 – Obsession

### Singoli
- 2007 – Winter
- 2011 – Sunshine (ft. Junsu)
- 2011 – Good Love
- 2011 – The Day the Light Disappeared
- 2012 – Lose You